# Velký oheň
Velký oheň (1997, Das Grosse Feuer) je dobrodružný román pro mládež od německé spisovatelky Barbary Veitové. Román vypráví příběh patnáctiletého chlapce Josefa žijícího na farmě v severozápadní Austrálii.

## Obsah románu
Kniha líčí tvrdý život na farmě v severozápadní Austrálii v drsné australské přírodě a jejím hlavním hrdinou je patnáctiletý chlapec Josef. V příběhu hraje velkou roli chlapcův vztah k otci a také jeho láska ke koním. Poznáme také australské domorodce a jejich pohled na svět, který se zásadně liší od pohledu potomků bílých přistěhovalců.
Z rodiny přistěhovalců pochází i Josef, ale o svých předcích toho moc neví. Zvláště o babičce z otcovy strany se v rodině vůbec nemluví. Josef miluje koně a chtěl by nějakého mít, ale otec, se kterým si Josef i jinak příliš nerozumí, mu přání odmítá splnit. Josef nechápe, proč jeho otec koně nenávidí.
Napětí mezi otcem a synem se vystupňuje ve chvíli, když se v okolí farmy objeví divocí koně a když vypukne obrovský požár, který se šíří neuvěřitelně rychle a s nevídanou silou. Josef chce divoké koně zachránit, ale požár mu odřízne cestu do bezpečí. Naštěstí se s koňmi dostane do rokle, kam oheň nemůže proniknout. 
Když požár pohasne, vydá se Josefův otec okamžitě syna hledat a ke své velké úlevě jej najde společně s koňmi naživu a nezraněného. Nervově se ale  zhroutí a Josefovi konečně prozradí, proč tolik nenávidí koně. Jeho matka, Josefova babička, také ráda jezdila na koni a on jako třináctiletý chlapec do jejího koně narazil. Ten se vzepjal a spadl, přičemž Josefovu babičku zalehl a ta zemřela. 
Jak se Josefův otec postupně ze zhroucení zotavuje, dochází ke zlepšení vztahu mezi ním a synem. 

## Česká vydání
- Velký oheň, Albatros, Praha 2001, přeložila Michaela Škultéty.